# Órbita Prima
Órbita Prima es una película costarricense de ciencia ficción costarricense dirigida por Gustavo Cosenza.

## Sinopsis
Manuel se separó de su hermano durante la evacuación de la Tierra y se quedó atrás. Ahora tiene que sobrevivir a una misión automatizada para salvar el planeta, con la esperanza de encontrar a su hermano nuevamente.

## Reparto
- Melvin Jiménez
- Fernando Bolaños
- Noelia Campo
- Andrey Ramírez
- Monserrat Montero